# Shopping in Graz
"Shopping in Graz" je skladba skupine Rendez-Vous iz leta 1988. Avtor glasbe je Đorđe Novković, tekst pa je napisal Miro Čekeliš.

## Snemanje
Producent je bil Rajko Dujmić. Pesem je bila posneta (studio SIM) in zmiksana (studio OKC), oboje v Zagrebu ter izdana pri založbi Jugoton na istoimenskem in četrtem studijskem albumu Rendez-Vous.
Obstaja tudi verzija v hrvaškem jeziku, za katero je prav tako glasbo in hrvaški tekst napisal Novković.

## Zasedba

### Produkcija
- Đorđe Novković – glasba, tekst (hrvaški)
- Miro Čekeliš – tekst (slovenski)
- Rajko Dujmić – producent, aranžma

### Studijska izvedba
- Miran Rudan – solo vokal
- Grega Forjanič – kitara, vokal
- Željko Mevželj – bas kitara
- Miro Čekeliš – bobni

## Mala plošča
7" vinilka
- "Shopping in Graz" (A-stran) – 3:40
- "Johnny, Jonhny, še si živ" (B-stran) – 3:25

## Videospot
Času in naslovu skladbe primerno so posneli videospot, ko je v velikem pomanjkanju najbolj osnovnih stvari, potekalo vsakodnevno "švercanje" kavbojk, kave, bele tehnike... itd. Prikazana sta mejni prehod Ljubelj in Borovlje (Avstrija).